# Tanaj Ram
El Tanaj Ram (hebreo: תָּנָ"ךְ רָם) es una traducción del Tanaj desde los textos hebreos y arameos originales al hebreo moderno hablado actualmente en el Estado de Israel. La traducción está siendo realizada por el lingüista polaco-israelí Avraham Ahuvyá. Los derechos de la traducción están reservados a nombre de la RAM-Publishing House Ltd. y de Miskal Ltd. La palabra Ram es un acrónimo del nombre de Rafi Moses, editor de la traducción y presidente de la RAM-Publishing House.

## Publicaciones

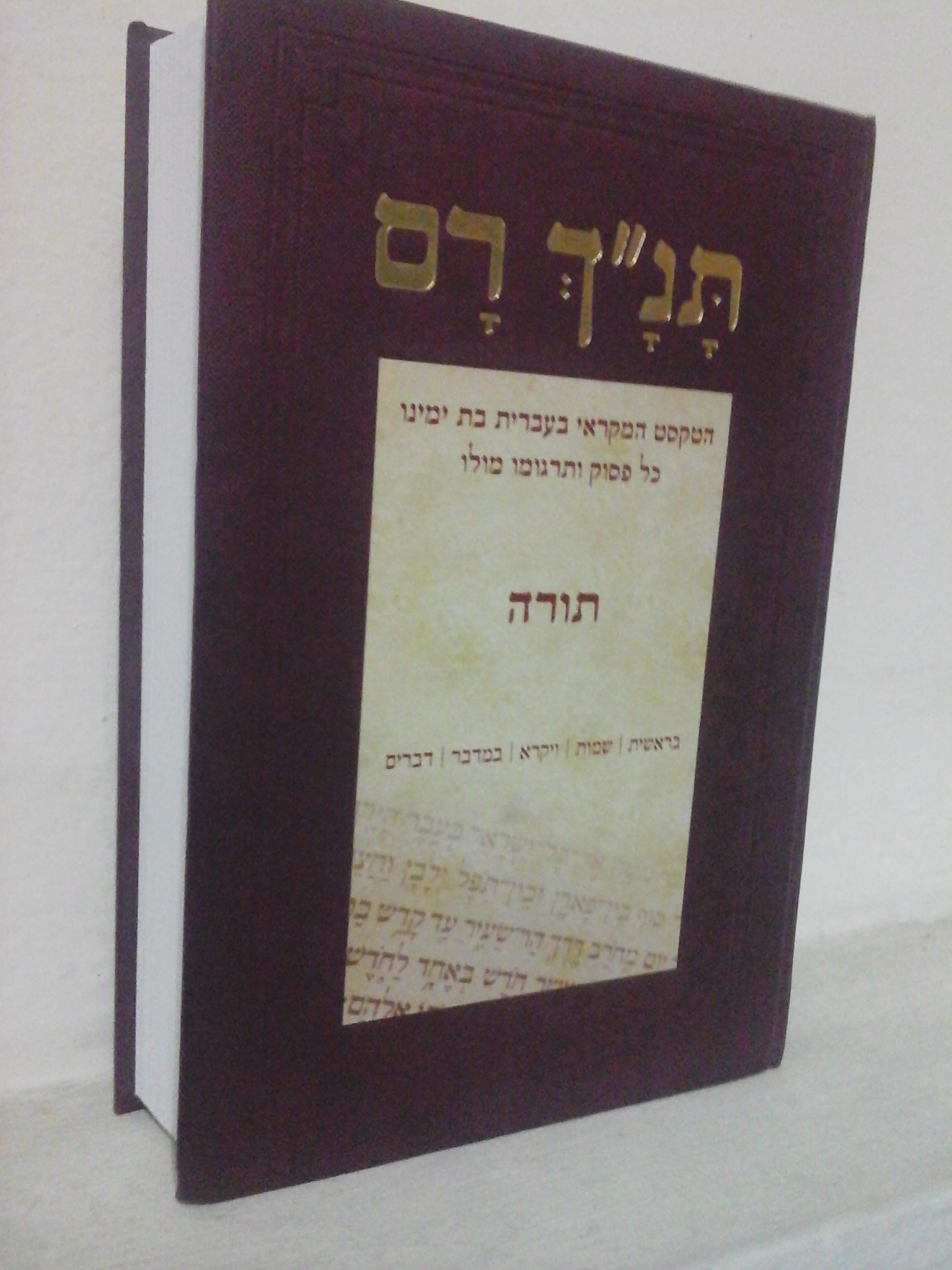
Tomo I del Tanakh Ram (la Torá).

A octubre de 2014 han sido publicados dos tomos correspondientes a la Torá o Ley de Moisés y a los profetas anteriores. La Torá, de tapas color vinotinto y 760 páginas, incluye los libros de Génesis, Éxodo, Levítico, Números y Deuteronomio; el segundo tomo, color azul oscuro y con 621 páginas, incluye los libros de Josué, Jueces, Samuel y Reyes.
El primer tomo, la Torá, fue publicado en el año 2010, y el segundo tomo fue publicado en 2011. Actualmente se están produciendo los tomos correspondientes a los profetas posteriores y a los escritos.
Como todo libro escrito en hebreo y otros idiomas de escritura derecha-izquierda, la tapa de cada tomo se encuentra en el lugar de la contratapa, de modo que el libro debe leerse en sentido opuesto a un libro escrito en una lengua occidental. El texto de cada uno de los libros de la Biblia está presentado en hebreo antiguo a la derecha y a la izquierda en hebreo moderno como columna paralela y en una tipografía distinta. Al final de cada tomo se encuentra una sección con tablas de pesos y medidas ideada como referencia para el lector.
Los libros son comercializados oficialmente por la librería Libros Yediot.

## Recepción

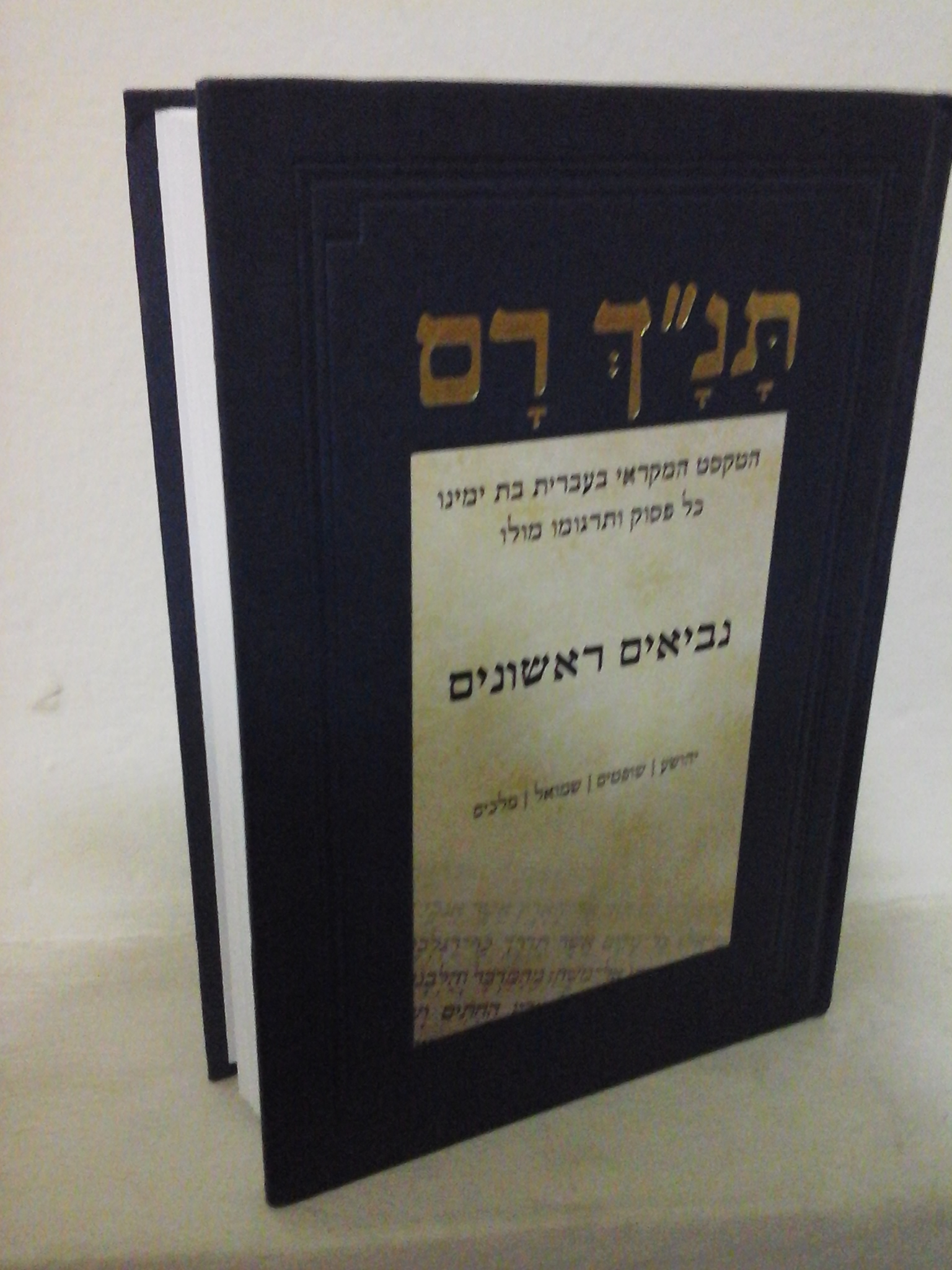
Tomo II del Tanakh Ram (profetas anteriores).

Al ser este un nuevo Targum, su publicación generó opiniones diversas en la comunidad judía israelí. Algunos sectores argumentan que es inconveniente para la lectura del texto sagrado en cuanto se desvía de la lectura tradicional establecida por los masoretas, mientras que otros sectores consideran que esta nueva traducción permitirá acercar el texto a las nuevas generaciones que pueden no sentirse tan cercanas al hebreo antiguo. Por su parte, académicos como el lingüista Ghil'ad Zuckermann han apoyado la idea del Tanakh Ram pues, según él, "en el fondo, el punto es que los israelíes no entienden bien la Biblia hebrea".